# Michał Cwynar
Michał Cwynar (Orzechówka, 15 novembre 1915 – Dumfries, 26 maggio 2008) è stato un militare e aviatore polacco, che fu un pilota da caccia durante il corso della seconda guerra mondiale e asso dell'aviazione con 5 vittorie confermate, una condivisa e una probabile ottenute in 129 missioni di combattimento in 3.000 ore in volo. Insignito della Croce d'argento di Cavaliere dell'Ordine Virtuti militari n.8594.

## Biografia

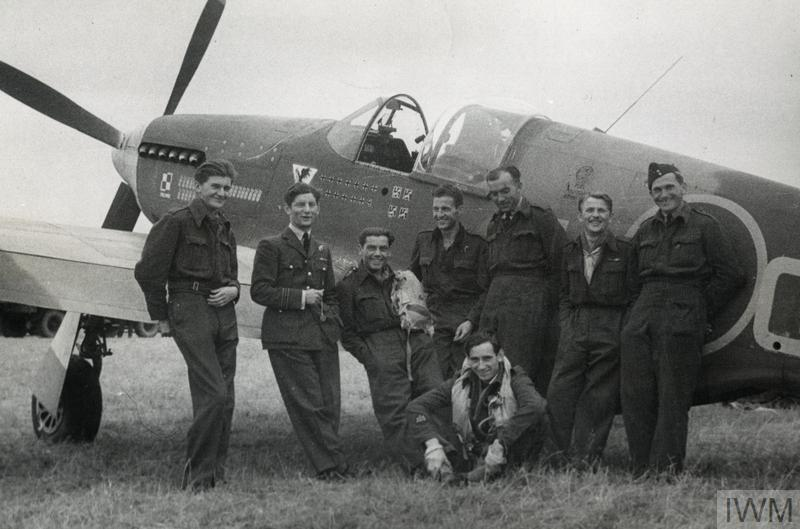
Personale del No. 315 Polish Fighter Squadron in fianco a un caccia North American Mustang Mk.III. Cwynar e il secondo da destra.

Nacque il 15 novembre 1915 a Orzechówka, nei Bassi Carpazi, allora parte integrante dell'Impero austro-ungarico, figlio di Jan e Maria che gestivano un'azienda agricola. Frequentata la scuola media statale a Brzozów, nel 1933, dopo aver terminato quattro classi, entrò nella scuola sottufficiali dell'aeronautica militare per i minori a Bydgoszcz diplomandosi meccanico aeronautico.  Nella primavera del 1935 completò l'addestramento sugli alianti presso il campo di volo a vela militare di Ustianowe. Dopo aver conseguito il brevetto di pilota, nell'estate del 1936 scelse di essere assegnato al 1° Reggimento d'aviazione a Varsavia, dove effettuò voli intensivi di addestramento sui Breguet Bre 19, Potez 25 e Potez 27.
Dal maggio 1937 frequentò il corso superiore di pilotaggio presso l'Accademia aeronautica di Grudziądz, volando sui PWS-26, Avia BH-33 e PZL P.7, eseguendo anche lanci di addestramento con il paracadute. Data la carenza di piloti da caccia fu inviato a frequentare il relativo corso presso il Centro di addestramento degli ufficiali dell'aviazione a Sadków vicino a Radom, e dopo averlo completato fu assegnato alla 114 Eskadra Myśliwska, dove volò sui PZL P.11c. Nel febbraio del 1938, insieme all'intera Eskadra, volò lungo il confine polacco-lituano (poco prima del conflitto interstatale tra Varsavia e Kaunas), e dal 6 maggio al 6 dicembre, nella squadra di 7 aerei del capitano pilota Władysław Szczęśniewski, sul PZL P. 11c pattugliò i confini orientali del paese all'altezza delle fortificazioni polacche del Korpus Ochrony Pogranicza (Corpo di protezione della frontiera, KOP) in Polesia vicino a Sarny, difendendole dai rilevamenti degli aerei da ricognizione sovietici.
Nell'estate del 1939 fu assegnato al 3° Squadron di aerei sotto il comando del tenente pilota Aleksander Gbszewicz, vice comandante della 114 Eskadra Myśliwska di stanza presso il campo d'aviazione vicino a Osowiec, ma nessun aereo da ricognizione tedesco fu intercettato.
Il primo giorno della seconda guerra mondiale abbatté uno Junkers Ju 87 Stuka che stava attaccando l'aeroporto di Okęcie, e nei giorni seguenti partecipò ai combattimento condotti dalla Brygada Pościgowa. Dopo l'Invasione sovietica della Polonia seguì il suo reparto attraverso gli spostamenti: Bełżyce vicino Lublino, Młynów vicino a Łuck, fino al confine con la Romania a Śniatyń. Il 17 settembre 1939 attraversò il confine con la Romania e raggiunta Bucarest ottenne dall'Ambasciata polacca un passaporto come meccanico civile. Riuscì a evitare l'internamento e salpò dal porto di Costanza a bordo della nave greca Patris, raggiungendo Marsiglia, Francia, via Beirut, sulla nave Ville de Strasburg il 29 ottobre 1939. Inviato all'aeroporto di Lione-Bron, ricevette l'addestramento all'uso dei velivoli dell'Armée de l'air e fu assegnato a una unità comandata da Wieńczysław Barański. Volo sui caccia Caudron C.714, Morane-Saulnier MS.406 e Dewoitine D.520 assegnato al Groupe de Chasse III/6.  Alla caduta della Francia si trovava di pattuglia sul confine franco-italiano e il 19 giugno 1940 volò ad Algeri con un Dewoitine D.520, e da lì, via Casablanca e Gibilterra, raggiunse la Gran Bretagna 17 luglio. Si unì all'aeronautica militare polacca e ricevette il numero di matricola RAF P-1903. In ottobre completò due settimane di addestramento presso la No.15 Elementary Fliyng Training School (EFTS) a Carlisle, e fu quindi è stato assegnato come pilota alla No. 10 Bombing and Gunnery School a Dumfries. Nel marzo 1941 completò l'addestramento come pilota da caccia presso la No.55 OTU e il 15 aprile entrò in servizio presso il No. 315 Polish Fighter Squadron a Speke.
Il 14 agosto 1941 abbatté un caccia Messerschmitt Bf 109, il 16 settembre un altro. Il 1º giugno 1942 fu promosso podporucznik. Il 3 febbraio 1943 abbatte un Focke-Wulf Fw 190 vicino a Calais. Dal 5 maggio 1943 fu istruttore presso la No. 58 Operation Training Unit a Balado Bridge. Ritornò al suo squadron il 20 novembre 1943 partecipando alla difesa del porto di Liverpool e alla scorta di convogli attraverso il Mare d'Irlanda fino all'Atlantico, quindi a voli offensivi sulla Francia.  Dall'aprile 1944, dopo che lo squadron fu riequipaggiato, volò sui North American Mustang Mk.III e dal 7 giugno 1944 prestò servizio come comandante della flight "B". In seguito agli attacchi delle V-1, il No.315 Squadron fu spostato dal 2° TAF all'ADGB (Air Defence of Great Britain), con l'ordine di "spazzare via le bombe volanti dal cielo" . Il 10 luglio 1944, lo squadrone fu trasferito all'aeroporto di Brenzett e lì ottenne il suo abbattimento di una bomba volante (condiviso con un altro pilota) il 19 luglio, mentre pilotava un Mustang Mk.III PK-Z. Il giorno dopo altra vittoria condivisa di una V-1 (Mustang Mk.III, PK-U) e il 22 luglio, segnò un'altra condivisa (su PK-N). Infine, il 24 luglio ottenne la sua "piena" abbattendo da solo una V-1 (su PK-Z). Il 30 luglio 1944 prese parte alla scorta dei Bristol Beaufighter della Royal Canadian Air Force sulla Norvegia.
Nell'estate del 1945 fu promosso capitano pilota, e il 3 luglio 1945 gli fu dato il comando del No. 316 Polish Fighter Squadron, mantenendolo fino al 10 settembre dello stesso anno. Alla fine di novembre 1945 fu assegnato alla base aerea della RAF di Turnhouse, mentre il suo ultimo incarico di servizio fu il 3 aprile 1946 alla stazione RAF di Hethel, dove prestò servizio come aiutante del comandante del 3º Stormo da caccia polacco. 
Smobilitato nel 1948, si stabilì a Dumfries e fondò la sua azienda: "EMSEE Upholsterers & Coach Trimmers". Cittadino britannico dal 3 aprile 1950, si spense a Dumfries il 26 maggio 2008.

### Annotazioni
1. ↑  Si trattava di una fabbrica di tappezzerie per automobili.

### Fonti
1. 1 2 3 4 5 6 7 8 9 10 11 12 13 14 15 16 17 18 19 20 21  Brzozowiana.
2. 1 2  Polish Ari Force.
3. 1 2 3  Krzystek, Krzystek 2012, p. 137.
4. 1 2 3  Gretzyngier, Matusiak, Zieliński 2012, p. 33.
5. ↑  Łydżba 2014, p. 20.
6. ↑  Łydżba 2014, p. 25.
7. ↑  Łydżba 2014, p. 137.
8. ↑  Śliżewski 2010, p. 285.
9. ↑  Śliżewski 2010, pp. 293-295.
10. ↑  Belcarz 2012, p. 68.
11. ↑  Śliżewski 2010, p. 367.
12. 1 2 3 4 5  Acestory.
13. ↑  Król 1990, p. 250.
14. ↑  (EN) Naturalisation (PDF), in The London Gazette, n. 38944, London, 16 giugno 1950,  p. 3103..